# Sima Yi

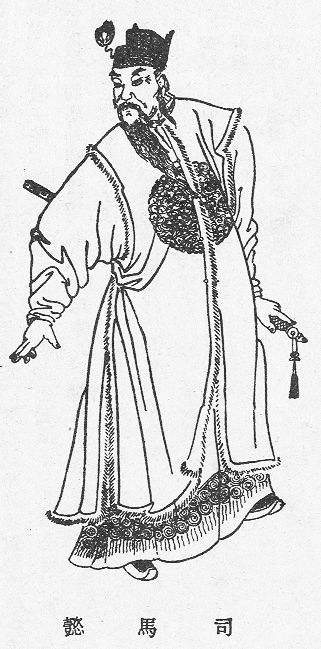
Sima Yi, ritratto della dinastia Qing.

Sima Yi (179 - 251) (cinese semplificato: 司马懿; cinese tradizionale: 司馬懿; pinyin: Sīmǎ Yì; nome di cortesia: 仲達 Zhòngdá) fu uno stratega, generale e uomo politico del regno Wei durante il periodo dei Tre Regni in Cina. È noto soprattutto per la sua difesa del regno Wei contro le spedizioni di Zhuge Liang del regno di Shu. Il suo successo e la conseguenza presa di potere spianò la strada alla fondazione da parte del nipote Sima Yan della dinastia Jìn, che avrebbe messo fine al periodo dei Tre Regni.

## Esordi
Sima Yi era un discendente del famoso storico Sima Qian, autore delle Memorie di uno storico. Ebbe sette fratelli, chiamati tutti con un nome che terminava con il carattere Da (達). Per questo motivo, i fratelli Sima furono noti come gli Otto Da di Sima (司馬八達 Sīmǎ bā Dá).
Secondo il testo storico Breve storia di Wei(魏略 Wèi Lüè), Cao Hong, cugino di Cáo Cāo re di Wei aveva chiamato Sima Yi a corte, ma questi, non avendo un'alta opinione di Cao Hong, aveva finto una malattia per non incontrarlo. Cao Hong, offeso, si era rivolto a Cao Cao, che aveva intimato a Sima Yi di presentarsi. Solo allora Sima Yi aveva obbedito, ed era entrato al servizio di Cao Cao.

## Successi militari
Il regno Wei era minacciato dall'avanzata del regno di Shu. Nel 219 il generale Guan Yu era avanzato fino a Fancheng e la corte di Wei meditava di spostarsi, nel timore della caduta della città. Sima Yi propose invece un'alleanza con il regno di Wu, che si rivelò vincente. Il generale Guan Yu fu sconfitto dal re Sun Han di Wu con una strategia proposta dallo stratega del regno di Wu Lu Meng che poi morì. 
Alla morte di Cao Cao gli succedette al trono Cao Pi. Il potere di Sima Yi aumentò, e alla morte di Cao Pi Sima Yi fu nominato reggente del giovane Cáo Ruì, insieme a Cao Zhen e Chen Qun. 
Mentre si trovava a Xiliang per rafforzare le difese del regno, Zhuge Liang attaccò il regno di Wei. Richiamato a corte, Sima Yi fu invitato dal giovane re Cáo Ruì a prendere il comando. Sima Yi riuscì a sconfiggere Zhuge Liang e riportò la pace nel regno di Wei. 
Sima Yi riuscì anche a domare la ribellione di Gongsung Yuan, acquistando ulteriore prestigio. Alla morte di Cao Rui, un nuovo giovane re, Cao Fang, salì al trono. Questa volta, Sima Yi fu nominato reggente insieme a Cao Shuang, figlio di Cao Zhen.

## Presa di potere
Nel 241 Zhu Ran del regno di Wu lanciò un nuovo attacco contro Fancheng, e Sima Yi riuscì a liberare la città dall'assedio. Egli sconfisse quindi il re Zhuge Ke di Wu nel 243. 
Sentendosi minacciato dai tentativi di Cao Shuang di prendere il potere, nel 247 Sima Yi finse di avere problemi di salute e di volersi ritirare. Cao Shuang si convinse di non avere più rivali, ma Sima Yi era pronto a passare all'attacco. Mentre Cao Shuang accompagnava Cao Fang in una visita fuori della capitale, Sima Yi assalì il palazzo reale e convinse la regina madre a dare l'ordine di arrestare Cao Shuang. Cao Shuang e i suoi alleati si arresero pensando di essere in tal modo risparmiati, ma Sima Yi li fece uccidere tutti.
Sventato un altro colpo di Stato da parte di uno dei figli di Cao Cao, Cao Biao, per evitare altri disordini Sima Yi tenne tutta la famiglia del re in arresto a Ye. Il potere era ormai nelle sue mani. Quello stesso anno morì, lasciando l'eredità ai figli Sima Shi e Sima Zhao.